# Бансињи
Бансињи (фр. Bancigny) насеље је и општина у североисточној Француској у региону Пикардија, у департману Ен (Пикардија) која припада префектури Вервен.
По подацима из 2011. године у општини је живело 29 становника, а густина насељености је износила 8,73 становника/km². Општина се простире на површини од 3,32 km². Налази се на средњој надморској висини од 170 метара (максималној 216 m, а минималној 147 m).

## Демографија
| 1962. | 1968. | 1975. | 1982. | 1990. | 1999. | 2011. |
| ----- | ----- | ----- | ----- | ----- | ----- | ----- |
| 67    | 69    | 59    | 49    | 39    | 32    | 29    |

График промене броја становника у току последњих година